# Aeroportul Abau
Aeroportul Abau (IATA: ABW, ICAO: nicio valoare) este un aeroport din Limba abau, Sandaun Province⁠(d), Papua Noua Guinee.
Situat la o altitudine de 3 m, aeroportul dispune de o singură pistă.